# 河內索菲特大都市飯店

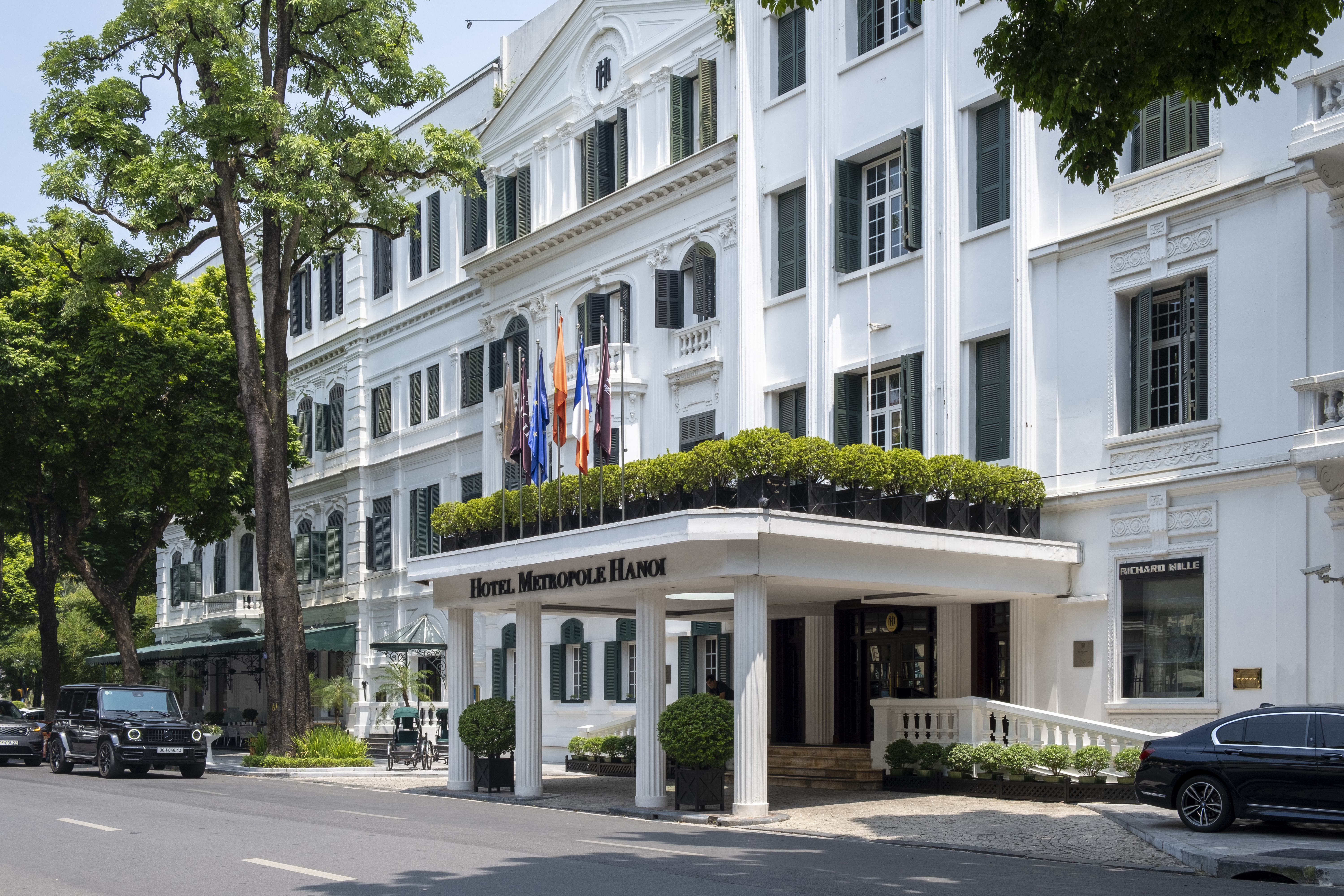
河內索菲特大都市飯店

河內索菲特大都市飯店，原名大都市飯店（Hôtel Metropole），是越南首都河內的一座五星級飯店。

## 历史
這座飯店開業於1901年，修建於法國殖民時代。河內索菲特大都市飯店有著悠久的歷史，包括卓別林在內的眾多名人曾下榻於此。現在酒店共有364間客房。2019年朝美首脑会晤在此召开。

## 外部連結
维基共享资源上的相關多媒體資源：河內索菲特大都市飯店
- Sofitel official website
- Sofitel Legend Metropole Hanoi （页面存档备份，存于） Sofitel Legend official website